# Robert Baeken
Robert Baeken (Turnhout, 23 mei 1943), ook Robertus Baeken, is een Belgische schrijver en tanguero. Sinds 1963 schrijft en publiceert hij gedichten, essays en psychologische romans. Hij is de vader van vijf kinderen, waaronder schrijver en performer Don Vitalski. Met een andere zoon, illustrator Serge Baeken maakte hij het stripverhaal Het Verdriet van Turnhout. Sinds 1994 is hij ook tangodanser, tango-DJ en geeft en organiseert hij samen met zijn echtgenote Simone Cornelis lessen en salons Argentijnse tango.

## Levensloop
Baeken wordt in 1943 in Turnhout geboren als middelste telg in een gezin van vijf. Zijn vader Jules Baeken overlijdt jong in 1947 en zijn jongste broer Walter in 1956 op negenjarige leeftijd.
In het middelbaar onderwijs volgt hij een opleiding tot technisch ingenieur. Hierna begint hij aan zijn legerdienst. Zijn training tot scherpschutter wordt abrupt onderbroken door een complexe armbreuk. Door de gedwongen hospitalisatie begint hij romans te lezen, die hem inspireren om zelf te gaan schrijven. Als klankbord hiertoe heeft de broer van zijn vader, de Turnhoutse beeldhouwer Leonard Baeken (1926-1994), met wie hij een voorliefde deelt voor Felix Timmermans en Henry Miller.
In 1966 treedt hij in het huwelijk met Simone Cornels (Wortel, 06 mei 1945), met wie hij een gezin en een kruidenierszaak start in Turnhout. In 1969 verhuist het gezin naar Vosselaar en begint Baeken zijn loopbaan als technisch tekenaar bij metallurgisch bedrijf CMC in Beerse, waar hij in 2001 vervroegd met pensioen gaat. Inmiddels schrijft en publiceert hij een viertal boeken.
Tijdens de Nacht van de Tango in zaal Paradox in Antwerpen in 1988 maakt Baeken kennis met de Argentijnse tango. Het inspireert hem om samen met zijn echtgenote lessen en salons Argentijnse tango te volgen en nadien ook te geven en te organiseren, onder de naam El Sueño (Spaans voor De Droom.) Hij is tevens DJ Argentijnse tango onder de naam DJ Roberto.
In 2013 verhuist Baeken naar Antwerpen, waar hij gestaag aan zijn repertoire als schrijver blijft werken.

### Boeken
- 1974: het verzoek (novelle) (De Gal) (wettelijk depot 1975/0042/73)
- 1975: de gedichten van vervulling (poëzie) (De Gal) (wettelijk depot 1975/0042/74)
- 1981: Van liefde en ondeugd (roman) (Bruna) (ISBN 9022975649)
- 1990: Verzuchtingen (roman) (Nioba) (ISBN 90-9495)
- 2003: Namiddag van een Faun (roman) (Kinkgkongbooks) (ISBN 90807830-3-X)[4]
- 2004: De Afwezigheid (roman) (Kinkgkongbooks) (ISBN 9080783080)
- 2008: Het zwijgen spreekt (roman) (Bookscout) (ISBN 978-90-883-4580-7)
- 2010: Leonard Baeken en ik (biografie/autobiografie) (Bookscout) (ISBN 978-94-608-9371-1)
- 2010: Het verdriet van Turnhout (historische roman) (Historische Drukkerij) (ISBN 978-94-608-9371-1)[5]
- 2015: Het verdriet van Turnhout (stripverhaal, met Serge Baeken) (Xtra) (ISBN 978-94-907-5966-7)[6][7]
- 2012: De kunst van Tango (essay) (Robert Baeken) (ISBN 978-94-617-6809-4)
- 2017: Wijkende Verten (essay) (Robert Baeken) (ISBN 978-94-021-6212-7)
- 2017: Schoppenvrouw (roman) (Robert Baeken) (ISBN 978-94-021-6329-2)
- 2022: Portret van de aardbeienplukster als jonge vrouw (roman) (Aspekt) (ISBN 978-94-646-2420-5)
- 2021: Het gevaar loert in Mombasa (roman) (Aspekt) (ISBN 978-94-642-4208-9)[8]
- 2021: De Trap (roman) (Brave New Books) (ISBN 978-94-646-5740-1)

### Overige
- 2008: Dichter bij Turnhout (bloemlezing Turnhoutse dichters, samengesteld door Jef Van Elst) (Historische Uitgeverij)[9]
- 2010/2015: Het verdriet van Turnhout (stripverhaal) (Stripgids) voorpublicatie in afleveringen.[10][11]